# Frères apostoliques
Les Apostoliques ou Frères apostoliques (parfois désignés sous le terme de Apostolici) est une secte chrétienne fondée en Italie du Nord dans la seconde moitié du XIIIe siècle par Gherardo Segarelli, originaire de Segalara, dans la région de Parme. Elle disparait en 1307 avec la mort de ses derniers adeptes.

## Histoire
De naissance modeste et sans éducation, Gherardo Segarelli demande à devenir membre de l'ordre franciscain de Parme mais sa demande est rejetée. Il décide alors de se consacrer à la restauration de ce qu'il considérait être le mode de vie apostolique. L'essentiel de l'esprit de ce mouvement se poursuit au travers de celui de Fra Dolcino.
Vers 1260, Segarelli s'habille d'un vêtement confectionné d'après les représentations qu'il a vu des apôtres, vend sa maison et dissipe sur la place du marché le prix qu'il en a tiré. Il s'en va par la suite prêcher la repentance en tant que frère mendiant. Il trouve des disciples, et le nouvel ordre de pénitents ainsi rassemblé se répand en Lombardie et au delà. Tout d'abord, les Franciscains et les autres religieux ne font que se moquer des façons excentriques de Segarelli. Cependant, vers 1280, l'évêque de Parme le met en prison, puis le garde quelque temps en son palais pour s'en amuser, avant de le bannir du diocèse en 1286. Les ordres mendiants qui n'ont pas reçu l'approbation du Pape ayant été interdits par le second concile de Lyon en 1274, le pape Honorius IV lance une sévère condamnation aux Frères apostoliques en 1286, renouvelée par le pape Nicolas IV en 1290.
Une période de persécution s'ensuivit. À Parme en 1294, quatre membres de la secte sont brûlés, et Segarelli est condamné à la prison à vie. Six ans plus tard, on le force à confesser qu'il est un relaps retombé dans les hérésies qu'il a abjurées. Il est brûlé à Parme le 18 juillet 1300. Un homme doté d'un plus grand talent prend alors la tête de la secte, en la personne de Fra Dolcino ; fils d'un prêtre du diocèse de Novare, il est membre de l'ordre depuis 1291, et son éloquence se manifeste dans les proclamations enthousiastes qu'il fait de prophéties apocalyptiques. 
À la tête du groupe, qui vit dans l'expectative quotidienne de voir l'Église frappée par le jugement de Dieu, il perpétue, dans les districts montagneux de Novare et de Verceil, une campagne de guérilla contre les croisés convoqués pour l'abattre. Mais le froid et la faim sont des ennemis plus redoutables, et le reste de ses troupes est finalement capturé par l'évêque de Verceil. Environ 150 personnes au total, dont Fra Dolcino lui-même et sa « sœur spirituelle » Margherita Boninsegna (qui ont tous deux refusé d'abjurer), sont brûlés sur le bucher le 1er juin 1307.